# Aggetorp
Aggetorp is een plaats in de gemeente Lerum in het landschap Västergötland en de provincie Västra Götalands län in Zweden. De plaats is opgedeeld in twee verschillende småort Aggetorp (noordelijk deel) (Zweeds: Aggetorp (norra delen)) en Aggetorp (zuidelijk deel) (Zweeds: Aggetorp (södra delen)). Het småort Aggetorp (noordelijk deel) heeft 138 inwoners (2005) en een oppervlakte van 17 hectare. Aggetorp (zuidelijk deel) heeft 65 inwoners (2005) en een oppervlakte van 6 hectare.